# Bisjpalen - een woud van magische beelden

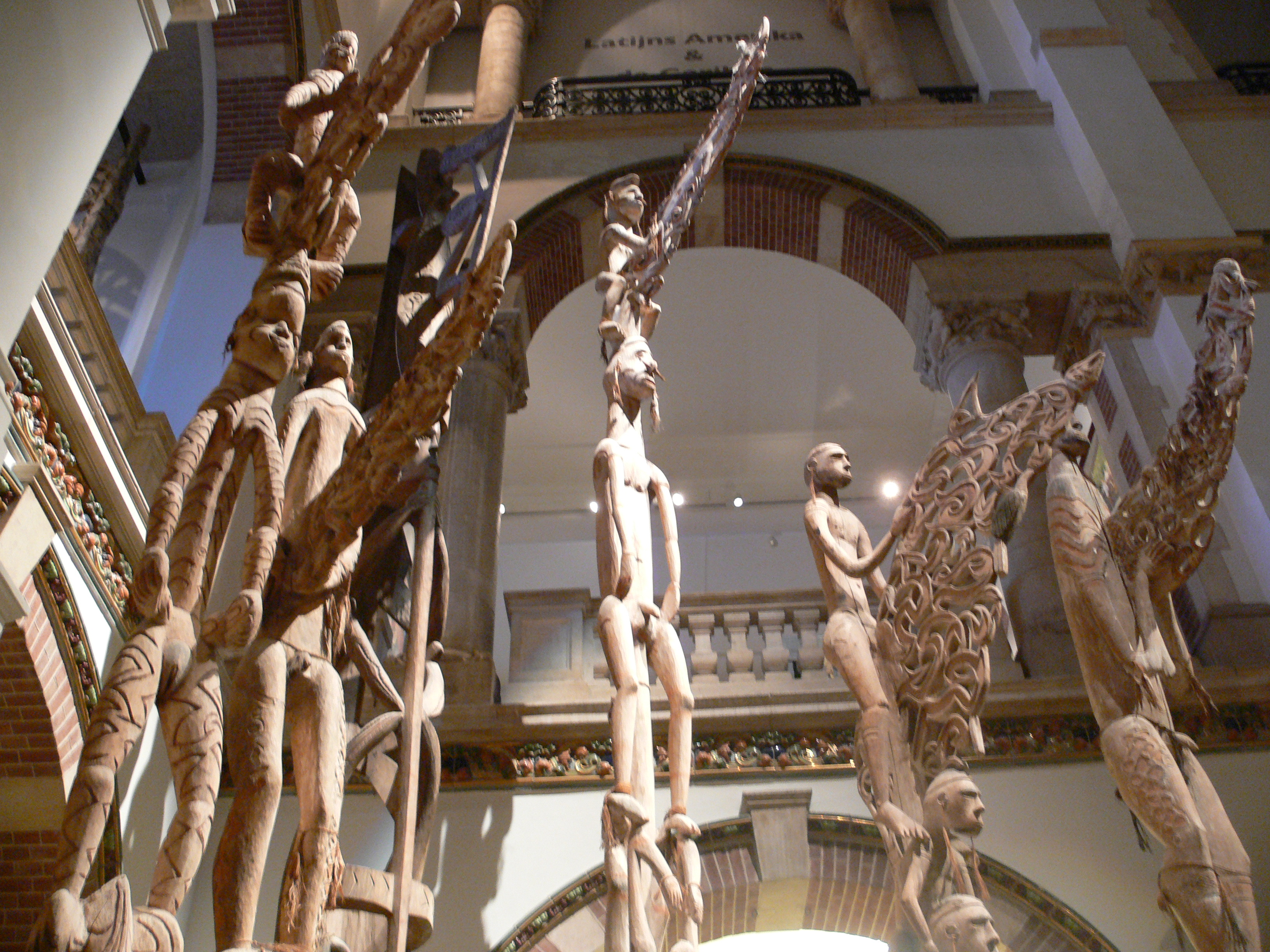

Bisjpalen - een woud van magische beelden was een grote tentoonstelling die van 3 november 2007 tot en met 13 april 2008 op de vloer stond van de centrale lichthal in het Tropenmuseum in Amsterdam.
De expositie vulde de hoge lichthal van het museum met een 'woud van magische beelden': 58 boomlange bisjpalen, figuratieve gedenktekens voor de overledenen die gesneden worden door de Asmat, de grootste bevolkingsgroep in zuidelijk Papoea, het voormalige Nederlands-Nieuw-Guinea. Het betrof bijna de gehele Nederlandse collectie van deze palen die bewaard worden in het Tropenmuseum, het Wereldmuseum Rotterdam en Wereldmuseum Leiden. De enige paal uit particulier bezit die tentoongesteld werd, was van bioloog Tijs Goldschmidt.
Dat er tientallen van deze palen in de Nederlandse volkenkundige musea zijn verzameld, kwam voort uit de stellige overtuiging dat ze spoedig van het toneel zouden verdwijnen na de pacificering en kerstening van de oorlogszuchtige Asmat. Pas in de jaren vijftig van de twintigste eeuw werd door het Nederlandse koloniale bestuur een begin gemaakt met de stelselmatige ontsluiting van hun woongebied, een enorm, onherbergzaam moerasgebied met mangrovebossen en talloze modderige rivieren. De Asmat waren destijds fervente koppensnellers, het ritueel waarin de bisjpalen een centrale rol speelden stond direct in verband met dit gebruik. De in de palen uitgesneden driedimensionale mensfiguren waren de betreurde slachtoffers van moordpartijen wier dood gewroken moest worden door eenzelfde tegenactie. Zouden deze slepende vetes en bloedbaden eenmaal worden verboden en daardoor in onbruik raken, dan zou er ook een eind komen aan de uitgebreide rituelen en de daarin functionerende kunstuitingen, althans zo dachten de Nederlandse museumdirecteuren. Het was dus zaak de palen te verzamelen, vooral ook omdat ze na het einde van het ritueel door de Asmat in de sagomoerassen werden gelegd om weg te rotten.
Vooral in de jaren vijftig en zestig zijn veel van deze palen door bemiddeling van bestuursambtenaren naar Nederland vervoerd. De meest indrukwekkende exemplaren zijn verzameld door Carel Groenevelt, die door het Tropenmuseum en het Wereldmuseum op pad was gestuurd om in Nieuw-Guinea verdwijnend cultuurbezit te redden van een zekere ondergang. Nederland heeft daardoor de grootste collectie bisjpalen ter wereld.
Door zijn speciale architectuur kon alleen het Tropenmuseum deze tentoonstelling van bispalen (sommige exemplaren zijn meer dan tien meter hoog) op de vloer zetten in een opstelling die daardoor niet snel ergens kan worden herhaald. De palen werden gepresenteerd in een omgeving van historische films, foto's en geluid. In een speciale publicatie zijn alle tentoongestelde palen besproken en afgebeeld.